# Rock and Roll Circus
Rock and Roll Circus è una trasmissione radiofonica di Rai Radio 2 condotta da Carolina Di Domenico e Pierluigi Ferrantini.
Il programma, in onda dal 2014 il sabato e la domenica dalle ore 22 alle 23 (dalla stagione 2020-2021) e curato da Alex Alongi e Valentina Totta per la regia di Luca Cucchetti, conduce l'ascoltatore in un viaggio musicale nella storia del rock, con spazio a grandi classici, esclusive esibizioni dal vivo, interviste agli ospiti, monografie e una finestra sempre aperta sulle novità più importanti del panorama nazionale e internazionale.
Nella prima edizione il programma era trasmesso dal lunedì al venerdì dalle 21 alle 23, mentre dal 2015 al 2017 va in onda fino alle 22:30.
Dal 2017 al 2019 andava in onda dalle 0:30 alle 1:30, mentre nella stagione 2019-2020 andava in onda dalle 23:35 alle 0:30.